# Верхняя Пышма. Музей
Верхняя Пышма. Музей — остановочный пункт Свердловской железной дороги в городе Верхней Пышме Свердловской области, пассажирский терминал железнодорожной станции Электролитной, обслуживающей градообразующий завод «Уралэлектромедь» холдинга УГМК.

## История

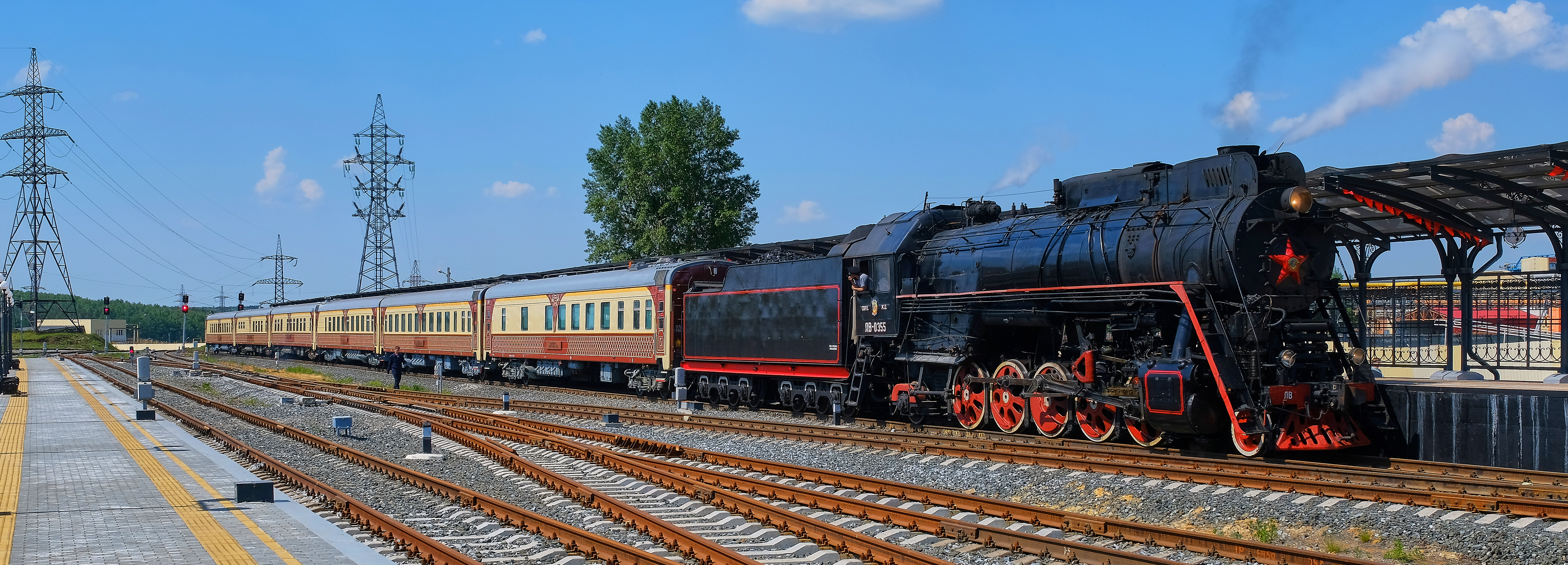
Туристический поезд «Уральский экспресс» на станции

Платформа открыта 1 декабря 2022 года и предназначена для конечной остановки и разворота дизельного пассажирского рельсового автобуса «Орлан», который с этого дня в ежедневном режиме начал курсировать до станции Екатеринбург-Пассажирский и до станции Шарташ. Поезд проходит через станцию Шувакиш, от которой специально для этого проекта был реконструирован в качестве магистрального подъездной путь к заводу.
В этот же день был также запущен туристический ретропоезд на паровой тяге «Уральский экспресс» по тому же маршруту с туристическими вагонами и под паровозом Л-4372.
Платформа Верхняя Пышма. Музей расположена у музейного комплекса УГМК на южном краю города, также рядом расположено новое трамвайное кольцо недавно запущенного из Верхней Пышмы трамвая к станции екатеринбургского метро «Проспект Космонавтов».